# Eliana na Fábrica Maluca
Eliana na Fábrica Maluca foi um programa infanto-juvenil brasileiro apresentado por Eliana. Estreou no dia 10 de março de 2003 na Record.

## História
Eliana na Fábrica Maluca estreou no dia 10 de março de 2003 na Record. A audiência do novo programa não foi a esperada e as propostas educativas de Mariana Caltabiano foram encerradas para dar lugar a antiga fórmula do Eliana e Alegria com uma plateia de crianças participando de várias brincadeiras. Mas não deu certo e o programa amargava apenas dois pontos na média em sua audiência, ficando atrás de seus principais concorrentes, Xuxa: No Mundo da Imaginação e Bom Dia e Cia. apresentado na época por Jackeline Petkovic. Procurando melhorar a audiência do programa, a Record diminuiu o tempo da atração para uma hora e chegou mudar o horário quatro vezes, indo para às 08h30. Quando era exibido nas manhãs o Fábrica Maluca chegava a ficar em terceiro lugar na audiência, empatando com a Band que exibia o programa Dia Dia apresentado por Viviane Romanelli e competindo diretamente com o Bom Dia Mulher apresentado por Olga Bongiovani na RedeTV!. Na época, a apresentadora dizia não se importar muito, pois alegava que “Sempre que mudo de horário ou de emissora acontece isso. Tenho uma baixa na audiência e depois vou subindo aos poucos”.
Depois de meses lutando contra os baixos índices de audiência, o programa foi transferido para as tardes da emissora ainda em 2003, nesta mudança, o Note e Anote passou a ser exibido durante as manhãs, para suprir o espaço deixado em aberto pelo programa. A mudança deu certo e logo Eliana pediu a direção da Record que não mudasse mais o horário de seu programa. Quando passou a ser exibido no período da tarde, o programa ganhou foco maior no público juvenil, mirando nos adolescentes de oito a treze anos. Com a mudança, as brincadeiras infantis foram substituídas por games e seriados, desde As Patricinhas de Beverly Hills e Sabrina, Aprendiz de Feiticeira até Turma da Paquera, uma sitcom nacional muito similar aos estrangeiros. Também foi nessa fase que teve início o quadro “Piração” com Celso Cavallini. Com o novo horário e as novas séries, a audiência cresceu obtendo média de cinco pontos e alcançando nove pontos de pico,  chegando a atingir o segundo lugar de audiência por algumas vezes. O programa passou a ganhar uma hora a mais de duração a partir do dia 18 de agosto de 2003.
Entretanto, a partir de agosto de 2003, dois meses depois de ter ido para as tardes, o programa perdeu dois pontos da audiência em relação ao que alcançava anteriormente, passando a registrar em torno de quatro pontos de média, a própria apresentadora Eliana confirmou ao Jornal O Globo que realmente a média do programa era de 4 pontos, registrando picos de 6 em um dos quadros. No dia 19 de novembro de 2003 a apresentadora confirmou à revista veja estar insatisfeita com seu programa. Eu não quero mais falar apenas com o público infantil, disse ela. E até sondou o SBT com uma proposta ousada: mudaria para lá sem salário. Contanto que não fique perdida na grade de programação. Silvio Santos disse não.
Em janeiro de 2004, com o “Diário de Viagem” e as outras séries, o programa mantinha o segundo lugar de audiência concorrendo contra o Falando Francamente. Com a melhora da audiência que passou para a casa dos cinco pontos,  alcançando pico de seis pontos
O último episódio de Eliana na Fábrica Maluca foi ao ar em 12 de março de 2004. Três dias depois, estreou o Programa Eliana, focado no público adolescente.

## Recepção
Duas semanas depois de ter estreado, os técnicos em classificação indicativa do Ministério da Justiça, após análise da sinopse do programa, consideraram o Eliana na Fábrica Maluca um programa nocivo para as crianças, “Fábrica Maluca” foi reclassificada como inadequada por “temática adolescente”. Patrícia Kogut, em sua coluna no jornal, O Globo, deu nota zero ao programa, afirmando que “precisa[va] de uma reformulação urgente. A fórmula envelheceu: uma loura, muito estúdio, poluição visual e decibéis à vontade”. O jornal A Tribuna chamou o programa de “bem-acabado”, mas notou sua baixa audiência. Em 2003, numa enquete dirigida aos leitores da Folha de S.Paulo, o programa apareceu em terceiro lugar na lista de “programa infanto-juvenil mais bocó”. Em outra enquete, no ano seguinte, o programa ficou em quarto lugar ao se decidir o “pior programa infantil”.
Apesar das críticas e da baixa audiência, em 2003, Eliana na Fábrica Maluca recebeu uma indicação para o Troféu Imprensa na categoria de melhor programa infantil, mas perdeu para Sítio do Pica-Pau Amarelo. A atração foi uma das vencedoras do Prêmio Qualidade Brasil na categoria de melhor programa infantil, ao lado de Sítio do Pica-Pau Amarelo.

## Elenco

### Apresentação
| Apresentação |
| ------------ |
| Eliana       |

### Integrantes
| Personagem | Nome                 | Função     |
| ---------- | -------------------- | ---------- |
| Chiquinho  | Edilson Oliveira     | Assistente |
| Pitoco     | Hélio Eduardo Afonso | Assistente |